# Elijahu Bejt Curi
Elijahu Bejt Curi (hebrejsky: אליהו בית צורי, narozen 10. února 1922 – 22. března 1945) byl člen židovské radikální skupiny Lechi, který byl oběšen v Egyptě za vraždu britského ministra pro Střední východ lorda Moyna. Byl jedním z olej ha-gardom.

## Biografie
Narodil se v Tel Avivu a studoval na Hebrejské univerzitě v Jeruzalémě. Vstoupil do Irgunu, ale později organizaci opustil a stal se členem Lechi.
Dne 6. listopadu 1944 společně s Elijahu Chakimem zavraždili lorda Moyna v egyptské Káhiře. Bezprostředně poté byli chyceni a souzeni v procesu před vojenským soudem. U soudu Bejt Curi pronesl rozhodnou nacionalistickou řeč, která byla inspirována kanaánským hnutím v Palestině:

„Neuznáváme anglické právo dát nám Palestinu nebo si ji od nás vzít. Dovolte mi abych soudu objasnil: mé ideje nejsou sionistické ideje. My nebojujeme o zachování Balfourovy deklarace. Nebojujeme kvůli Národní domovině. My bojujeme za naši svobodu. V naší zemi vládne cizí mocnost.“

Odsoudil své soudce a prohlásil se za příslušníka utlačovaného lidu, bojujícího proti kolonialistické okupaci. I když si díky tomu získal značnou podporu mezi egyptskou veřejností, byl spolu s Chakimem odsouzen k trestu smrti. Oba byli 22. března 1945 oběšeni na šibenici, zpívajíce Hatikvu, sionistickou (od roku 1948 izraelskou) hymnu.
V roce 1975 předal Egypt jejich ostatky Izraeli, výměnou za 20 Arabů, kteří byli v Izraeli vězněni jako teroristé nebo špioni. Oba byli pohřbeni na národním hřbitově na Herzlově hoře v Jeruzalémě se všemi vojenskými poctami. V prosinci 1982 byla na jeho počest vydána poštovní známka o nominální hodnotě 3 šekelů, a to v rámci série známek věnovaných dvaceti „mučedníkům boje za izraelskou nezávislost“.